# گورستان رحیم‌آباد بوگان۱
قبرستان رحیم آباد بوگان۱ در شهرستان سرباز واقع شده و این اثر در تاریخ ۲۷ اسفند ۱۳۸۷ با شمارهٔ ثبت ۲۶۴۸۸ به‌عنوان یکی از آثار ملی ایران به ثبت رسیده است.